# Orthoporus montezumae
Orthoporus montezumae är en mångfotingart som först beskrevs av Henri Saussure 1859.  Orthoporus montezumae ingår i släktet Orthoporus och familjen Spirostreptidae. Inga underarter finns listade i Catalogue of Life.